# Józef Grzegorczyk (partyzant)
Józef Grzegorczyk ps. Krąg (ur. 25 sierpnia 1922 w Kołaczkowicach, zm. 20 lutego 2011 w Wąbrzeźnie) – polski partyzant, podporucznik Wojska Polskiego, żołnierz Batalionów Chłopskich, działacz samorządowy.

## Życie prywatne
Urodził się w Kołaczkowicach jako syn Józefa Grzegorczyka i Katarzyny z Wierzbickich, w młodości uczył się zawodu krawca. W czasie II wojny światowej zaangażowany w działalność partyzancką Gór Świętokrzyskich. Po wojnie ożenił się z Anielą Wilk (1920-2009, ps. Ania), sanitariuszką i łączniczką Batalionów Chłopskich, razem zamieszkali w Płużnicy w powiecie wąbrzeskim. W latach 1950–1954 był radnym gminy Płużnica. Należał do Stronnictwa Ludowego. W 1945 roku należał do członków OSP Płużnica reaktywujących działalność Ochotniczej Straży Pożarnej. Był skarbnikiem Kółka Rolniczego. Prowadził rodzinne gospodarstwo rolne. Zmarł w Wąbrzeźnie, został pochowany w Płużnicy. Jego wnukiem jest Paweł Becker, historyk.

## Działalność partyzancka
W chwili wybuchu wojny miał 17 lat. W latach 1942–1943 za niestawienie się w urzędzie niemieckim i uchylanie się przymusowym powołaniem do Obozu Pracy Służby Budowlanej był więziony w obozach w Słupi koło Pacanowa, a od marca 1943 roku w Jedlni-Podsiczkach koło Radomia. Został z niego zwolniony 8 grudnia 1943 roku. Został uwięziony za niestawienie się do urzędu. W grudniu 1943 roku wstąpił do Batalionów Chłopskich w Kołaczkowicach. Brał udział w rozbiciu więzienia w Pińczowie, oraz uwolnieniu aresztowanych z więzienia w Busku-Zdroju. Nie był ranny. Działał jako łącznik. Zabezpieczał i obstawiał konspiracyjne drukarnie w powiecie stopnickim. W jego domu w Kołaczkowicach mieściło się lokalne dowództwo Batalionów Chłopskich.Komendantem był Józef Malisak „Sęp”. Od 1944 roku przebywał w Sandomierzu jako strażnik więzienny. Na oficera Wojska Polskiego w stopniu podporucznika został mianowany wraz z żoną decyzją prezydenta Aleksandra Kwaśniewskiego 20 listopada 2000 roku.

## Odznaczenia
- 1973 - Odznaka Grunwaldzka
- 1975 - Medal Zwycięstwa i Wolności
- 1984 - Krzyż Partyzancki
- 1995 - Odznaka weterana walk o niepodległość
- 1997 - Krzyż Batalionów Chłopskich
- 2010 - Kombatancki Krzyż "Zwycięzcom"